# Grand Prix Polski na żużlu
Grand Prix Polski – w sporcie żużlowym to zawody z cyklu żużlowego Grand Prix, jako jedyne rozgrywane w każdej edycji nieprzerwanie od początku istnienia cyklu w 1995 r. Najczęstszym triumfatorem jest Bartosz Zmarzlik, który zwyciężał 11 razy (stan na grudzień 2024 r.).

## Historia
Zawody o Wielką Nagrodę Polski odbywają się od początku istnienia cyklu Grand Prix (GP) (od 1995). GP Polski 1995 było historycznym wydarzeniem – pierwszą rundą w nowej formule wyłaniania indywidualnego mistrza świata na żużlu. Na Stadionie Olimpijskim we Wrocławiu zwyciężył Polak Tomasz Gollob, zostając pierwszym tryumfatorem żużlowych turniejów Grand Prix. Do 1997 GP Polski odbywało się we Wrocławiu. GP Polski 1998 po raz pierwszy odbyło się na Stadionie Polonii w Bydgoszczy. Pierwszą bydgoską rundę GP wygrał Tomasz Gollob, który w całym sezonie wywalczył brązowy medal GP. 1999 r. był specyficzny. Po raz pierwszy odbyły się dwie rundy GP w Polsce. Turniej we Wrocławiu nosił nazwę Grand Prix Polski I, natomiast bydgoska runda – Grand Prix Polski II. Zawody wygrali odpowiednio Tomasz Gollob i Tony Rickardsson (późniejsi wicemistrz i mistrz świata). W 2000 ponownie odbyły się dwie rundy GP w Polsce, jednak turniej w Bydgoszczy określono mianem GP Europy. W tym roku odbyła się ostatnia runda GP Polski we Wrocławiu. Od 2001 r. GP Polski odbywało się w Bydgoszczy. Jednocześnie rozgrywano GP Europy w Chorzowie (2002–2003) i Wrocławiu (2004–2007). W latach 2008–2012, GP Europy gościło Leszno. W 2007 po raz pierwszy dwóch Polaków stanęło na dwóch najwyższych stopniach podium. Zawody wygrał Tomasz Gollob a 2. miejsce zajął – jadący z dziką kartą – Krzysztof Kasprzak. Tomasz Gollob jest rekordzistą pod względem zwycięstw na jednym stadionie z rzędu. W latach 2002–2005 uczynił to czterokrotnie. Gollob zwyciężał w Bydgoszczy także w 1998 r. oraz w 2007 r. W Grand Prix 2008 dwa ostatnie turnieje cyklu miały miejsce na torze w Bydgoszczy. Ostatni turniej został jednak zorganizowany w wyniku nierozegrania Grand Prix Niemiec w Gelsenkirchen – źle zabezpieczono nawierzchnię, z której miał być usypany czasowy tor na stadionie Veltins-Arena, wskutek czego rundę przeniesiono na następny tydzień do Bydgoszczy właśnie, nazywając ją Finałem Grand Prix. W edycji 2010 Polska gościła cykl Grand Prix aż trzykrotnie. Pierwsze spotkanie (będące inauguracją sezonu) odbyło się 24 kwietnia w Lesznie (jako GP Europy), a następne, po raz pierwszy w historii, w Toruniu na MotoArenie 19 czerwca. Podczas tego Grand Prix, także po raz pierwszy w historii, na podium stanęło troje Polaków (Gollob, a także Rune Holta i Jarosław Hampel). Trzecie spotkanie, stanowiące zarówno drugi etap GP Polski, jak i zamknięcie całego sezonu, miało miejsce w Bydgoszczy na Stadionie Polonii w Bydgoszczy (9 października), jednakże, w przeciwieństwie do roku 2008, nie nazwano go Finałem Grand Prix – runda bydgoska odbyła się jako FIM Bydgoszcz Speedway Grand Prix of Poland, zaś wcześniejsza, toruńska – jako FIM Toruń Speedway Grand Prix of Poland. Analogiczna sytuacja miała miejsce w 2011 r., z tym że rundę bydgoską zastąpiła eliminacja w Gorzowie Wielkopolskim (nazwano ją FIM Enea Gorzów Speedway Grand Prix Polski). Premierowy turniej w Gorzowie został jednak przerwany po czterech seriach startów z powodu ulewnego deszczu (zatwierdzono wyniki po 16. biegach). Podczas tej rundy, po raz pierwszy od 2001 r. i po raz piąty w ogóle miała miejsce sytuacja, w której na podium zawodów o GP Polski nie stanął żaden Polak. 18 kwietnia 2015 Grand Prix Polski po raz pierwszy odbyło się na Stadionie Narodowym w Warszawie. Taśma startowa oraz nawierzchnia przez cały turniej sprawiały dużo problemów. Z powodu złego stanu toru, zawody ukończono po 12. biegu W edycjach 2020 i 2021 rozegrano aż 6 rund GP Polski. Było to spowodowane odwołaniem wielu rund w innych krajach z powodu pandemii COVID-19. Na Grand Prix 2022 zaplanowano rozegranie czterech rund GP Polski (Warszawa, Gorzów Wielkopolski, Wrocław, Toruń)

## Podium
| Lp.        | Sezon | Miejscowość         | Stadion                 | Szczegóły |                        |                    |                        |
| ---------- | ----- | ------------------- | ----------------------- | --------- | ---------------------- | ------------------ | ---------------------- |
| 1. (1.)    | 1995  | Wrocław             | Olimpijski              | wyniki    | Tomasz Gollob          | Hans Nielsen       | Chris Louis            |
| 2. (7.)    | 1996  | Wrocław             | Olimpijski              | wyniki    | Tommy Knudsen          | Tony Rickardsson   | Hans Nielsen           |
| 3. (17.)   | 1997  | Wrocław             | Olimpijski              | wyniki    | Greg Hancock           | Billy Hamill       | Tomasz Gollob          |
| 4. (24.)   | 1998  | Bydgoszcz           | Polonii                 | wyniki    | Tomasz Gollob          | Ryan Sullivan      | Jimmy Nilsen           |
| 5. (27.)   | 1999  | Wrocław             | Olimpijski              | wyniki    | Tomasz Gollob          | Jimmy Nilsen       | Stefan Dannö           |
| 6. (29.)   | 1999  | Bydgoszcz           | Polonii                 | wyniki    | Hans Nielsen           | Tony Rickardsson   | Ryan Sullivan          |
| 7. (33.)   | 2000  | Wrocław             | Olimpijski              | wyniki    | Tony Rickardsson       | Billy Hamill       | Chris Louis            |
| 8. (41.)   | 2001  | Bydgoszcz           | Polonii                 | wyniki    | Jason Crump            | Tony Rickardsson   | Mikael Karlsson        |
| 9. (44.)   | 2002  | Bydgoszcz           | Polonii                 | wyniki    | Tomasz Gollob          | Tony Rickardsson   | Mark Loram             |
| 10. (60.)  | 2003  | Bydgoszcz           | Polonii                 | wyniki    | Tomasz Gollob          | Jason Crump        | Nicki Pedersen         |
| 11. (69.)  | 2004  | Bydgoszcz           | Polonii                 | wyniki    | Tomasz Gollob          | Jason Crump        | Tony Rickardsson       |
| 12. (78.)  | 2005  | Bydgoszcz           | Polonii                 | wyniki    | Tomasz Gollob          | Lee Richardson     | Jason Crump            |
| 13. (89.)  | 2006  | Bydgoszcz           | Polonii                 | wyniki    | Nicki Pedersen         | Greg Hancock       | Tomasz Gollob          |
| 14. (98.)  | 2007  | Bydgoszcz           | Polonii                 | wyniki    | Tomasz Gollob          | Krzysztof Kasprzak | Nicki Pedersen         |
| 15. (109.) | 2008  | Bydgoszcz           | Polonii                 | wyniki    | Greg Hancock           | Nicki Pedersen     | Tomasz Gollob          |
| 16. (122.) | 2009  | Bydgoszcz           | Polonii                 | wyniki    | Nicki Pedersen         | Leigh Adams        | Sebastian Ułamek       |
| 17. (127.) | 2010  | Toruń               | Motoarena               | wyniki    | Tomasz Gollob          | Rune Holta         | Jarosław Hampel        |
| 18. (133.) | 2010  | Bydgoszcz           | Polonii                 | wyniki    | Andreas Jonsson        | Chris Harris       | Janusz Kołodziej       |
| 19. (141.) | 2011  | Toruń               | Motoarena               | wyniki    | Andreas Jonsson        | Jarosław Hampel    | Darcy Ward             |
| 20. (144.) | 2011  | Gorzów Wielkopolski | im. Edwarda Jancarza    | wyniki    | Greg Hancock           | Nicki Pedersen     | Emil Sajfutdinow       |
| 21. (150.) | 2012  | Gorzów Wielkopolski | im. Edwarda Jancarza    | wyniki    | Martin Vaculík         | Chris Holder       | Bartosz Zmarzlik       |
| 22. (156.) | 2012  | Toruń               | Motoarena               | wyniki    | Antonio Lindbäck       | Tomasz Gollob      | Greg Hancock           |
| 23. (162.) | 2013  | Gorzów Wielkopolski | im. Edwarda Jancarza    | wyniki    | Jarosław Hampel        | Chris Holder       | Tai Woffinden          |
| 24. (168.) | 2013  | Toruń               | Motoarena               | wyniki    | Adrian Miedziński      | Greg Hancock       | Jarosław Hampel        |
| 25. (177.) | 2014  | Gorzów Wielkopolski | im. Edwarda Jancarza    | wyniki    | Bartosz Zmarzlik       | Matej Žagar        | Krzysztof Kasprzak     |
| 26. (180.) | 2014  | Toruń               | Motoarena               | wyniki    | Krzysztof Kasprzak     | Andreas Jonsson    | Jarosław Hampel        |
| 27. (181.) | 2015  | Warszawa            | Narodowy                | wyniki    | Matej Žagar            | Chris Harris       | Jarosław Hampel        |
| 28. (188.) | 2015  | Gorzów Wielkopolski | im. Edwarda Jancarza    | wyniki    | Matej Žagar            | Greg Hancock       | Tai Woffinden          |
| 29. (191.) | 2015  | Toruń               | Motoarena               | wyniki    | Nicki Pedersen         | Jason Doyle        | Maciej Janowski        |
| 30. (194.) | 2016  | Warszawa            | Narodowy                | wyniki    | Tai Woffinden          | Greg Hancock       | Matej Žagar            |
| 31. (199.) | 2016  | Gorzów Wielkopolski | im. Edwarda Jancarza    | wyniki    | Jason Doyle            | Tai Woffinden      | Chris Holder           |
| 32. (202.) | 2016  | Toruń               | Motoarena               | wyniki    | Niels Kristian Iversen | Greg Hancock       | Bartosz Zmarzlik       |
| 33. (205.) | 2017  | Warszawa            | Narodowy                | wyniki    | Fredrik Lindgren       | Maciej Janowski    | Jason Doyle            |
| 34. (211.) | 2017  | Gorzów Wielkopolski | im. Edwarda Jancarza    | wyniki    | Tai Woffinden          | Patryk Dudek       | Jason Doyle            |
| 35. (214.) | 2017  | Toruń               | Motoarena               | wyniki    | Patryk Dudek           | Tai Woffinden      | Bartosz Zmarzlik       |
| 36. (216.) | 2018  | Warszawa            | Narodowy                | wyniki    | Tai Woffinden          | Maciej Janowski    | Fredrik Lindgren       |
| 37. (222.) | 2018  | Gorzów Wielkopolski | im. Edwarda Jancarza    | wyniki    | Martin Vaculík         | Bartosz Zmarzlik   | Tai Woffinden          |
| 38. (225.) | 2018  | Toruń               | Motoarena               | wyniki    | Tai Woffinden          | Artiom Łaguta      | Emil Sajfutdinow       |
| 39. (226.) | 2019  | Warszawa            | Narodowy                | wyniki    | Leon Madsen            | Fredrik Lindgren   | Patryk Dudek           |
| 40. (230.) | 2019  | Wrocław             | Olimpijski              | wyniki    | Bartosz Zmarzlik       | Martin Vaculík     | Leon Madsen            |
| 41. (235.) | 2019  | Toruń               | Motoarena               | wyniki    | Leon Madsen            | Emil Sajfutdinow   | Niels Kristian Iversen |
| 42. (236.) | 2020  | Wrocław             | Olimpijski              | wyniki    | Artiom Łaguta          | Maciej Janowski    | Fredrik Lindgren       |
| 43. (237.) | 2020  | Wrocław             | Olimpijski              | wyniki    | Maciej Janowski        | Tai Woffinden      | Bartosz Zmarzlik       |
| 44. (238.) | 2020  | Gorzów Wielkopolski | im. Edwarda Jancarza    | wyniki    | Bartosz Zmarzlik       | Jason Doyle        | Fredrik Lindgren       |
| 45. (239.) | 2020  | Gorzów Wielkopolski | im. Edwarda Jancarza    | wyniki    | Fredrik Lindgren       | Leon Madsen        | Jason Doyle            |
| 46. (242.) | 2020  | Toruń               | Motoarena               | wyniki    | Max Fricke             | Maciej Janowski    | Tai Woffinden          |
| 47. (243.) | 2020  | Toruń               | Motoarena               | wyniki    | Bartosz Zmarzlik       | Maciej Janowski    | Artiom Łaguta          |
| 48. (246.) | 2021  | Wrocław             | Olimpijski              | wyniki    | Bartosz Zmarzlik       | Maciej Janowski    | Artiom Łaguta          |
| 49. (247.) | 2021  | Wrocław             | Olimpijski              | wyniki    | Bartosz Zmarzlik       | Artiom Łaguta      | Leon Madsen            |
| 50. (248.) | 2021  | Lublin              | Stadion MOSiR Bystrzyca | wyniki    | Bartosz Zmarzlik       | Dominik Kubera     | Fredrik Lindgren       |
| 51. (249.) | 2021  | Lublin              | Stadion MOSiR Bystrzyca | wyniki    | Artiom Łaguta          | Bartosz Zmarzlik   | Dominik Kubera         |
| 52. (253.) | 2021  | Toruń               | Motoarena               | wyniki    | Artiom Łaguta          | Maciej Janowski    | Tai Woffinden          |
| 53. (254.) | 2021  | Toruń               | Motoarena               | wyniki    | Bartosz Zmarzlik       | Emil Sajfutdinow   | Maciej Janowski        |
| 54. (256.) | 2022  | Warszawa            | Narodowy                | wyniki    | Max Fricke             | Leon Madsen        | Fredrik Lindgren       |
| 55. (259.) | 2022  | Gorzów Wielkopolski | im. Edwarda Jancarza    | wyniki    | Anders Thomsen         | Martin Vaculík     | Bartosz Zmarzlik       |
| 56. (261.) | 2022  | Wrocław             | Olimpijski              | wyniki    | Daniel Bewley          | Leon Madsen        | Robert Lambert         |
| 57. (264.) | 2022  | Toruń               | Motoarena               | wyniki    | Martin Vaculík         | Bartosz Zmarzlik   | Leon Madsen            |
| 58. (266.) | 2023  | Warszawa            | Narodowy                | wyniki    | Fredrik Lindgren       | Jack Holder        | Bartosz Zmarzlik       |
| 59. (269.) | 2023  | Gorzów Wielkopolski | im. Edwarda Jancarza    | wyniki    | Bartosz Zmarzlik       | Leon Madsen        | Fredrik Lindgren       |
| 60. (274.) | 2023  | Toruń               | Motoarena               | wyniki    | Bartosz Zmarzlik       | Fredrik Lindgren   | Leon Madsen            |
| 61. (276.) | 2024  | Warszawa            | Narodowy                | wyniki    | Jason Doyle            | Bartosz Zmarzlik   | Robert Lambert         |
| 62. (280.) | 2024  | Gorzów Wielkopolski | im. Edwarda Jancarza    | wyniki    | Fredrik Lindgren       | Bartosz Zmarzlik   | Mikkel Michelsen       |
| 63. (282.) | 2024  | Wrocław             | Olimpijski              | wyniki    | Martin Vaculík         | Fredrik Lindgren   | Robert Lambert         |
| 64. (285.) | 2024  | Toruń               | Motoarena               | wyniki    | Bartosz Zmarzlik       | Leon Madsen        | Daniel Bewley          |

## Najwięcej razy w finale Grand Prix Polski
| Miejsce | Imię i nazwisko        | 1. miejsce | 2. miejsce | 3. miejsce | 4. miejsce | Razem |
| ------- | ---------------------- | ---------- | ---------- | ---------- | ---------- | ----- |
| 1.      | Bartosz Zmarzlik       | 11         | 5          | 6          | 5          | 27    |
| 2.      | Tomasz Gollob          | 9          | 1          | 3          | 1          | 14    |
| 3.      | Fredrik Lindgren       | 4          | 3          | 6          | 4          | 17    |
| 4.      | Tai Woffinden          | 4          | 3          | 5          | 2          | 14    |
| 5.      | Martin Vaculík         | 4          | 2          | 0          | 2          | 8     |
| 6.      | Greg Hancock           | 3          | 5          | 1          | 2          | 11    |
| 7.      | Artiom Łaguta          | 3          | 2          | 2          | 2          | 9     |
| 8.      | Nicki Pedersen         | 3          | 2          | 2          | 1          | 8     |
| 9.      | Leon Madsen            | 2          | 5          | 4          | 3          | 14    |
| 10.     | Jason Doyle            | 2          | 2          | 3          | 2          | 9     |
| 11.     | Matej Žagar            | 2          | 1          | 1          | 2          | 6     |
| 12.     | Andreas Jonsson        | 2          | 1          | 0          | 1          | 4     |
| 13.     | Max Fricke             | 2          | 0          | 0          | 0          | 2     |
| 14.     | Maciej Janowski        | 1          | 7          | 2          | 2          | 12    |
| 15.     | Tony Rickardsson       | 1          | 4          | 1          | 1          | 7     |
| 16.     | Jason Crump            | 1          | 2          | 1          | 2          | 6     |
| 17.     | Jarosław Hampel        | 1          | 1          | 4          | 0          | 6     |
| 18.     | Patryk Dudek           | 1          | 1          | 1          | 3          | 6     |
| 19.     | Hans Nielsen           | 1          | 1          | 1          | 1          | 4     |
| 20.     | Krzysztof Kasprzak     | 1          | 1          | 1          | 0          | 3     |
| 21.     | Niels Kristian Iversen | 1          | 0          | 1          | 4          | 6     |
| 22.     | Daniel Bewley          | 1          | 0          | 1          | 0          | 2     |
| 23.     | Antonio Lindbäck       | 1          | 0          | 0          | 1          | 2     |
| 24.     | Tommy Knudsen          | 1          | 0          | 0          | 0          | 1     |
| 24.     | Adrian Miedziński      | 1          | 0          | 0          | 0          | 1     |
| 24.     | Anders Thomsen         | 1          | 0          | 0          | 0          | 1     |
| 27.     | Emil Sajfutdinow       | 0          | 2          | 2          | 2          | 6     |
| 28.     | Chris Holder           | 0          | 2          | 1          | 2          | 5     |
| 29.     | Billy Hamill           | 0          | 2          | 0          | 2          | 4     |
| 30.     | Chris Harris           | 0          | 2          | 0          | 0          | 2     |
| 31.     | Ryan Sullivan          | 0          | 1          | 1          | 0          | 2     |
| 31.     | Jimmy Nilsen           | 0          | 1          | 1          | 0          | 2     |
| 31.     | Dominik Kubera         | 0          | 1          | 1          | 0          | 2     |
| 34.     | Rune Holta             | 0          | 1          | 0          | 3          | 4     |
| 35.     | Leigh Adams            | 0          | 1          | 0          | 1          | 2     |
| 36.     | Lee Richardson         | 0          | 1          | 0          | 0          | 1     |
| 36.     | Jack Holder            | 0          | 1          | 0          | 0          | 1     |
| 38.     | Robert Lambert         | 0          | 0          | 3          | 0          | 3     |
| 39.     | Chris Louis            | 0          | 0          | 2          | 0          | 2     |
| 40.     | Mark Loram             | 0          | 0          | 1          | 2          | 3     |
| 40.     | Mikkel Michelsen       | 0          | 0          | 1          | 2          | 3     |
| 42.     | Janusz Kołodziej       | 0          | 0          | 1          | 1          | 2     |
| 43.     | Stefan Dannö           | 0          | 0          | 1          | 0          | 1     |
| 43.     | Mikael Karlsson        | 0          | 0          | 1          | 0          | 1     |
| 43.     | Sebastian Ułamek       | 0          | 0          | 1          | 0          | 1     |
| 43.     | Darcy Ward             | 0          | 0          | 1          | 0          | 1     |
| 47.     | Piotr Protasiewicz     | 0          | 0          | 0          | 2          | 2     |
| 48.     | Wiesław Jaguś          | 0          | 0          | 0          | 1          | 1     |
| 48.     | Scott Nicholls         | 0          | 0          | 0          | 1          | 1     |
| 48.     | Michael Jepsen Jensen  | 0          | 0          | 0          | 1          | 1     |